# Corica soborna
Corica soborna är en fiskart som beskrevs av Hamilton 1822. Corica soborna ingår i släktet Corica och familjen sillfiskar. IUCN kategoriserar arten globalt som livskraftig. Inga underarter finns listade i Catalogue of Life.